# Filippiáda
Filippiáda (grec moderne : Φιλιππιάδα) ou Filippiás (katharévousa : Φιλιππιάς) est une ancienne municipalité et une ville du district régional de Préveza en Épire. Elle est le siège du dème de Ziros.
En 2011, sa population était de 4 619 habitants.
Elle se trouverait sur le site de la cité antique de Charadron (Χάραδρον).
Elle a été le siège d'une municipalité autonome de 1919 (date de son rattachement à la Grèce) à 2010 (date de création du nouveau dème de Ziros). Elle s'appelait Néa Filippiás (« Nouvelle-Philippiade ») avant d'être rebaptisée en 1951.